# ذات‌گرایی
ذات‌گرایی یا سرشت‌باوری نگرشی‌ست در روان‌شناسی که بر اساس آن ذهن، ساختارهای ذاتی معینی دارد و تجربه، نقش محدودی در پدید آمدن شناخت ایفا می‌کند.
به باور ذات‌باوران، همان‌گونه که در رایانه‌ها ساختار و سیستم‌عامل از پیش وجود دارد و پس از راه‌اندازی می‌توان برنامه‌ها و اطلاعاتی را به رایانه افزود، در انسان‌ها هم شناخت از ابتدای تولد در سرشت او حضور دارد و می‌تواند در خلال زندگی شناخت خود را افزایش دهد.
این پرسش که چه مقدار از صفات آدمی خاستگاه ارثی دارد و چه مقدار از آن از راه تجربه شکل می‌گیرد موجب پدید آمدن دو دیدگاه متضاد ذات‌گرایی در مقابل تجربه‌گرایی شده‌است. مجادله ذات‌گرایی و تجربه‌گرایی که زمانی چالشی بزرگ برای روان‌شناسان به شمار می‌آمد امروزه با تاکید بر این مسئله که رفتار انسان محصول هم وراثت و هم تجربه است تا حدودی کمرنگ شده‌است.
این مجادله پیوند مستقیم با مسئله سرشت انسان دارد. برای نمونه کسانی که پرخاشگری را بخشی از سرشت و ماهیت انسان تعریف می‌کنند بر این باورند که انسان‌ها ذاتاً برای پرخاشگری آمادگی دارند.